# Przylądek Księcia Walii
Przylądek Księcia Walii (ang. Cape Prince of Wales) – przylądek leżący na Alasce w Stanach Zjednoczonych, na półwyspie Seward.
Jest najdalej na zachód położonym punktem Ameryki Północnej. Przylądek jest wschodnim krańcem Cieśniny Beringa. Znajduje się naprzeciw Przylądka Dieżniowa. Linia pomiędzy oboma przylądkami tworzy umowną, wodną granicę pomiędzy Morzem Beringa (na południe) a Morzem Czukockim (na północ), co jednocześnie sprawia, że jest to granica pomiędzy Oceanem Spokojnym a Oceanem Arktycznym.

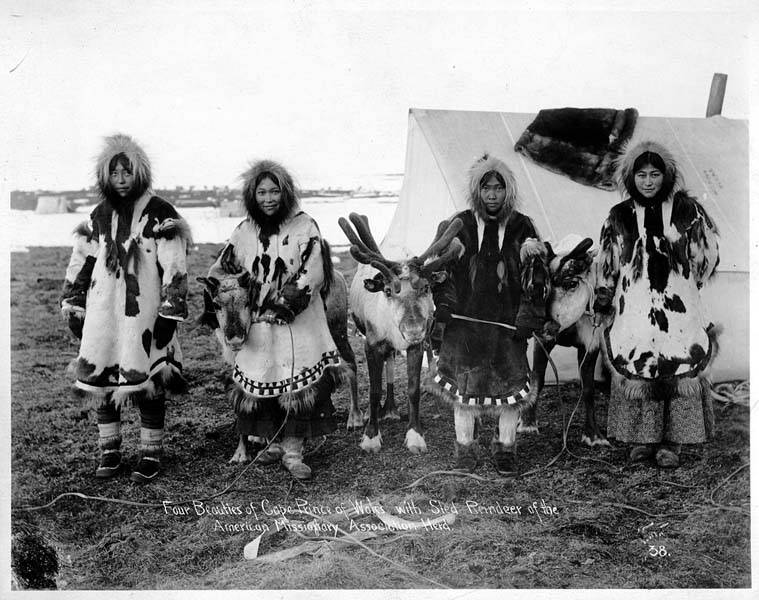
Kobiety eskimoskie na Przylądku Księcia Walii (ok. 1904)

Nazwę przylądkowi nadał w 1778 roku James Cook, który zobaczył go jako pierwszy brytyjski żeglarz, na cześć Jerzego IV Hanowerskiego, ówczesnego księcia Walii. Wcześniej jednak, prawdopodobnie od 1648 roku, był on znany badaczom rosyjskim.
Przylądek jest północnym krańcem kontynentalnego wododziału Ameryki. Teren był długo zasiedlony przez Eskimosów. Życie tych ludów opisał Harrison Robertson Thornton w dziele A Year Among the Cape Prince of Wales Eskimos, które ukazało się drukiem pod tytułem Among the Eskimos of Wales, Alaska, 1890–93 w 1931 roku. Najbliższą miejscowością jest odległa o około 3 km osada Wales, której populację wciąż w ok. 85% stanowią Eskimosi.